# 南非行政区划
南非的行政區劃（英語：Administrative Divisions of South Africa）分為省、區和市三個等級。省是南非共和國的一級行政區，全國共有九個省。 每個省下轄都會市和區級市，而區級市又可以分為若干市。除此之外，都會市和地方市還可以分為若干選區。

## 省級行政區
自1994年以來，南非共和國被劃分為九個省：東開普省、自由邦省、豪登省、夸祖魯-納塔爾省、林波波省、普馬蘭加省、西北省、北開普省和西開普省。各省的邊界由《南非憲法》確定；歷史上，南非政府曾通過第十二修正案、第十三修正案和第十六修正案調整過七個省的邊界。
南非各省均有一個一院制立法機關進行管轄治理；立法機關每5年選舉一次，採用政黨名單比例代表制。在省立法機關選舉結束後，省立法機關將從自己的成員中選舉一人成為省長，他同時也是省級政府首腦。 由省立法機關選舉的代表將進入國會的上議院——全國省級事務委員會。

## 區級行政區

### 大都會
南非最大城市中的八個被按照都會市的標準進行管理，它們在劃定的地區裡行使全部市政職能，但於區 / 市系統裡的區在職責分工上略有不同。 都會市也受都會市議會管轄，都會市選舉一半通過選區直接選舉產生，而另一半則依據政黨名單比例代表制產生。
目前，南非的八個都會市分別是：佈法羅都會市（東倫敦）、開普敦都會市（開普敦）、艾古萊尼都會市（東蘭德）、特克維尼都會市（德班）、約翰內斯堡都會市（約翰內斯堡）、芒岡都會市（佈隆方丹）、納爾遜·曼德拉灣都會市（吉科巴哈）和茨瓦內都會市（比勒陀利亞）。

### 地区委员会
除了大都會，南非剩下的地區被劃分為44個地区委员会。這些區級市覆蓋了南非各省的絕大部分地區，然後它們又可以再分為地方市。 區級市在其覆蓋的區內負責其市政功能，例如城市的發展規劃、公共事業的批量供應、主幹道的興建維護及公共交通的運營等。在區級市議會內，六成的名額由組成其區級市的地方市市議會選舉產生，而剩下的四成則依據政黨名單比例代表制產生。

## 市級行政區
南非目前有205個地方市；一個地方市內通常包括一個或多個鎮及其周邊的村和農業地區。地方市行使其所屬區級市不行使的市政職能；而其議會選舉方式與都會市一樣，議員一半來自選區直選，而另一半則通過名單比例代表制產生。

## 其他區劃形式

### 選區
都會市和地方市內可以再細分選區，每個選區有一個市議會議員的名額。截至2021年市議會選舉，南非共有4,468的選區。

## 行政區劃地圖集
- 南非省級行政區區劃圖
- 南非都會市分佈圖
- 南非區級行政區區劃圖
- 南非市級行政區區劃圖
- 南非選區分佈圖